# Sam Witwer
Samuel Stewart "Sam" Witwer (nascido em 20 de Outubro de 1977) é um ator e músico estadunidense. Witwer é mais conhecido por interpretar Mr. Hyde no seriado americano Once Upon a Time, David Bloome/Doomsday no seriado Smallville e como protagonista da série de televisão Being Human pelo canal Syfy, um remake americano da série originalmente britânica. Na série ele desempenha o papel do vampiro Aidan Waite. Além disso, o personagem principal dos jogos de video game Star Wars: The Force Unleashed e sua continuação Star Wars: The Force Unleashed II Starkiller e Days Gone, teve sua aparência baseada em Samuel.

## Biografia
Sam Witwer cresceu em Glenview, Illinois, nos arredores de Chicago, frequentando a Glenbrook South High School, tendo aulas de teatro, além Angeer um cantor de uma banda de ensino médio. Ele frequentou a Juilliard School of Drama, em Nova York.

## Carreira
Ele começou sua carreira de ator em séries de TV de sucesso. Em 2001, vemos isso no ER, no ano seguinte em Dark Angel, She Spies, Angel, a série derivada de Buffy the Vampire Slayer ou Star Trek: Enterprise.
Em 2009, Witwer interpretou o soldado Jessup no filme The Mist, e Crashdown em Battlestar Galactica.
Ele teve um pequeno papel no filme Gamer, tocando com Michael C. Hall, com quem também trabalhou na série Dexter.
Ele participou de inúmeras séries destacando sua participação em Grimm como Max Robins a Blutbad também conhecido anteriormente como "Maximilian" ou o "Wolfman" para a Metamorfose do Carnaval. Ele apareceu em "The Show Must Go On" ou  Dexter, onde joga Neil Perry, um brilhante, mas problemática analista de computador com uma obsessão para matar animais, e na série Being Human, interpreta o vampiro Aidan. Ele também participou da primeira temporada de The Walking Dead, onde jogou um soldado virou zumbi dentro de um tanque, este teria maior relevância e seria contaram sua história, mas por causa das diferenças de orçamento entre o produtor ea cadeia não poderia ser realizado fora.
Em 2018, Witwer se juntou ao elenco principal da série de drama The CW, Supergirl, retratando o principal antagonista da quarta temporada,  Ben Lockwood / Agente Liberdade.

### Música
Witwer diz que seu primeiro amor é música, sendo o vocalista de sua própria banda, The Crashtones. Eles lançaram seu primeiro álbum chamado Colorful of the Stereo em 2006.

## Filmografia

### Filme
| Ano  | Título                             | Personagem          | Notas            |
| ---- | ---------------------------------- | ------------------- | ---------------- |
| 2006 | Crank                              | Shootout Henchmen   |                  |
| 2007 | The Mist                           | Soldado Jessup      |                  |
| 2008 | Pathology                          | Garoto da festa     |                  |
| 2009 | Gamer                              | Assistente social   |                  |
| 2010 | No God, No Master                  | Eugenio Ravarini    |                  |
| 2011 | The Return of Joe Rich             | Joe Neiderman       |                  |
| 2015 | Tales of Halloween                 | Hank                | Curta            |
| 2015 | Justice League: Throne of Atlantis | Orm/Ocean Master    | Voz              |
| 2015 | Star Wars: The Force Awakens       | Alien, Stormtrooper | Vozes Adicionais |
| 2016 | Rogue One: A Star Wars Story       | Stormtrooper        | Vozes Adicionais |
| 2016 | Officer Downe                      | Burnham             |                  |
| 2018 | Solo: A Star Wars Story            | Darth Maul (voz)    | Camafeu          |
| 2019 | Star Wars: The Rise of Skywalker   |                     | Vozes adicionais |

### Televisão
| Ano         | Título                                 | Personagem                                 | Notas                                    |
| ----------- | -------------------------------------- | ------------------------------------------ | ---------------------------------------- |
| 2001        | ER                                     | Tommy                                      | Episódio: "Fear of Commitment"           |
| 2001–03     | JAG                                    | Beasley                                    | 2 episódios                              |
| 2001        | Arliss                                 | Mourner                                    | Episódio: "Of Cabbages and Kings"        |
| 2002        | Dark Angel                             | Marrow                                     | Episódio: "Love in Vein"                 |
| 2002        | She Spies                              | Jason                                      | Episódio: "Daddy's Girl"                 |
| 2003        | Angel                                  | John Stoler                                | Episódio: "Shiny Happy People"           |
| 2003        | The Lyon's Den                         | Bryce Cherot/Chucke Porter                 | Episódio: "Duty to Serve"                |
| 2003        | Star Trek: Enterprise                  | Sloth #3                                   | The Shipment"                            |
| 2004        | Cold Case                              | James Creighton                            | Episódio: "The Plan"                     |
| 2004        | NCIS                                   | Sgt. Rafael                                | Episódio: "Split Decision"               |
| 2004        | Star Trek: New Voyages                 | Guardião (Voz)                             | Episódio: "In Harm's Way"                |
| 2004–05     | Battlestar Galactica                   | Lt. Crashdown                              | 11 episódios                             |
| 2006        | Dexter                                 | Neil Perry                                 | 3 episódios                              |
| 2006        | Bones                                  | Mitchell Downs                             | Episódio: "The Titan On The Track"       |
| 2007        | It's Always Sunny in Philadelphia      | Cara muscular na loja                      | Episódio: "Dennis and Dee's Mom Is Dead" |
| 2007        | Shark                                  | Richard Lee Franco                         | Episódio: "Every Breath You Take"        |
| 2007–08     | CSI: Crime Scene Investigation         | Oficial Casella                            | 2 episódios                              |
| 2008–09     | Smallville                             | Davis Bloome                               | 12 episódios                             |
| 2010        | The Walking Dead                       | Tank Soldier                               | Não creditado Episódio: "Days Gone Bye"  |
| 2011–14     | Being Human                            | Aidan Waite                                | Protagonista                             |
| 2011–13     | Star Wars: The Clone Wars              | The Son Darth Maul                         | Voz                                      |
| 2012        | Lego Star Wars: The Empire Strikes Out | Darth Maul Emperor Palpatine/Darth Sidious | Voz Filme televisivo                     |
| 2014        | Grimm                                  | Max Robbins                                | Episódio: "The Show Must Go On"          |
| 2015–17     | Star Wars Rebels                       | Maul Imperador Palpatine/Darth Sidious     |                                          |
| 2016        | Once Upon A Time                       | Mr. Hyde                                   | 5 Episódios                              |
| 2017        | Philip K. Dick's Electric Dreams       | Chris                                      | Episódio: "Real Life"                    |
| 2018        | Supergirl                              | Ben Lockwood / Agente Liberdade            | 4 Episódios                              |
| 2018        | Star Wars Resistance                   | Hugh Sion                                  | Voz Episódio: "O Recruta"                |
| 2019 - 2020 | Riverdale                              | Mr. Chipping                               | Elenco ingressado em Temporada 4         |
| 2020        | DC Universe All Star Games             | Ele mesmo / Anfitrião                      | 6 Episódios                              |
| 2020        | Star Wars: Desafio do Templo Jedi      | Agente Dark Side                           |                                          |

### Video Games
| Ano  | Título                               | Papel                           | Notas                        |
| ---- | ------------------------------------ | ------------------------------- | ---------------------------- |
| 2008 | Star Wars: The Force Unleashed       | Starkiller, Imperador Palpatine | Também semelhança            |
| 2008 | Soulcalibur IV                       | Matador de estrelas             | Versão em inglês             |
| 2010 | Star Wars: The Force Unleashed II    | Starkiller, Imperador Palpatine | Também semelhança "Likeness" |
| 2012 | Kinect Star Wars                     | Imperador Palpatine             |                              |
| 2015 | Disney Infinity 3.0                  | Darth Maul, Imperador Palpatine |                              |
| 2015 | Star Wars Battlefront                | Imperador Palpatine             |                              |
| 2016 | Lego Star Wars: O Despertar da Força | Imperador Palpatine             |                              |
| 2017 | Star Wars Battlefront II             | Darth Maul, Imperador Palpatine |                              |
| 2019 | Days Gone                            | Deacon St. John                 | Também semelhança            |
| 2019 | Star Wars Jedi: Fallen Order         | Imperador Palpatine             | Camafeu                      |
| 2021 | Star Trek Online                     | Tenavik                         |                              |